# Jakob Prašnikar
Jakob Prašnikar, slovenski rimskokatoliški duhovnik, učitelj in dobrotnik Antona Martina Slomška, * 21. julij 1784, Kolovrat, Zagorje ob Savi, † 13. oktober 1841, Spodnja Polskava.

## Življenje in delo
Rodil se je očetu Matiji in materi Gertrudi (rojeni Crček). Med leti 1806 in 1810 je v Gradcu študiral bogoslovje. Posvečen je bil leta 1810 ter bil nato kaplan v Poljčanah (1810–1811) in Ponikvi (1811–1815), provizor na Ponikvi (1815–1818) in Šentvidu pri Planini (1818–1819) ter župnik v Olimju (1819–1833) in Spodnji Polskavi (1833–1841). Na Ponikvi je v kaplaniji organiziral nedeljsko šolo. Med prvimi učenci je bil tudi Slomšek. Prašnikar je spoznal njegovo nadarjenost, pregovoril očeta, da ga je dal v celjske šole in ga sam podpiral pri šolanju zlasti še po tem, ko mu je 1816 umrla mati in 1821 tudi oče. Slomšek je v zahvalo svojemu dobrotniku 19. septembra 1824 pel novo mašo v Olimju. Slomšek je v študentskih letih Prašnikarju posvetil pesem Zgodnja danica. Ob blagoslovitvi spomenika na Prašnikarjevem grobu na Spodnji Polskavi 25. julija 1842 pa je Slomšek v nagovoru imenoval Prašnikarja za očeta, učitelja in svojega prijatelja.
Prašnikar je bil znan pridigar. Za Slomškov Mnemosynon slavicum pa je prispeval štiri nagovore o zakramentu svetega zakona.